# Ida Haendel
Ida Haendel (Chełm, 15 dicembre 1928 – Miami, 30 giugno 2020) è stata una violinista britannica di origini polacche.

## Biografia
Ida Haendel nacque a Chełm, piccola cittadina della Polonia, il 15 dicembre 1928. Iniziò gli studi del violino all'età di 3 anni; considerata una vera e propria bambina-prodigio all'età di 7, venne ammessa  al Conservatorio di Varsavia. Più tardi perfezionò gli studi con Carl Flesch e George Enescu a Parigi.
Visse per anni a Miami, in Florida, dove fu attivamente impegnata a promuovere il Miami International Piano Festival.
Il suo talento fu spesso paragonato a brillanti esecutori quali Yehudi Menuhin e Isaac Stern.
Numerose le sue registrazioni con grandi orchestre, tra cui il Concerto per violino e orchestra (Beethoven) (1948-49) con la Philharmonia Orchestra diretta da Rafael Kubelík e il suo debutto con i Berliner Philharmoniker nel 1993.
Nel giugno 2004 Ida Haendel fu protagonista di un documentario (I Am The Violin) diretto da Paul Cohen.

## Strumenti
Il violino suonato da Ida Haendel è uno Stradivari del 1699.

## Scritti
- Ida Haendel, Woman with Violin: an autobiography. Gollancz, London 1970, ISBN 0-575-00473-8